# Zakkur-sztélé
A Zakkur-sztélé (vagy Zakir-sztélé) 1902-ben került elő Tell Afis település mellett, körülbelül 45 km-re Aleppótól. Készíttetője II. Zakir hamáti király. A sztélé neve a 20. század elejének olvasási sztenderdjét tükrözi, mivel akkor még a ma Zakirnak olvasott nevet Zakkurként vokalizálták. A sztélé neve az 1907-es első publikáció után ilyen alakban vonult be a szakirodalomba, ezért így ismertebb. Három oldalán található felirat, az elő- és két oldallapon, ezért valószínűleg egy falba építve állt eredetileg. Az előlapon 17, a bal oldalon 28, a jobb oldalon 2 sor olvasható. Erősen rongált állapotú, nehezen olvasható és nagyobb része hiányzik. Eredetileg a 2 méteres magasságot is elérhette.
Ez a felirat II. Zakir hamáti király egyetlen ismert dokumentuma. Datálása Hazaél fia, Barhadad említése alapján lehetséges. A szöveg egy konkrét esemény kapcsán keletkezett (Hazrakh ostroma), ezért felépítésében némiképp eltér a hagyományos hettita fogalmazástól. Nincsen benne az ősök felsorolása, mivel Zakir hangsúlyozza, hogy alacsony sorból származik. A hagyományos isteni védnökség említése után a dicső tett, Hazrak megvédése következik, majd a hagyományos átokszöveg, ami az emlékmű fennmaradását hivatott szolgálni. A szöveg vége teljesen töredékes, ezért csak annyi bizonyos, hogy a sikeres védekezés után újjáépítette a fővárost, és az országban számos erődöt emelt.
A felirat bizonyíték a korabeli ostromtechnika egy elemére, az ellenfalak építésére, melyet az asszírok is, valamint még jóval később a rómaiak is alkalmaztak.

## A felirat szövege
Ez az a sztélé, amelyet állított Zakir, Ḥamaθ és Laʿaš királya ʾLWR tiszteletére. Én Zakir, Ḥamaθ és Laʿaš királya, alacsony származású ember vagyok, de felemelt engem az Egek Ura, segítségemre jött, és az Egek Ura királlyá tett engem Ḥazraχ földjén. Barhadad, Ḥazāʾēl fia, Arām királya 10(+ valamennyi) királyt egyesített ellenem: Barhadad és tábora, Barguš és tábora, Qūʾē királya és tábora, a Völgy királya és tábora, Gurgum királya és tábora, Samʾal királya és tábora, (...) Meliz királya és tábora, összesen tizenhét király, táborukkal együtt. Ostrom alá vették e királyok Ḥazraχot, falat építettek, magasabbat, mint Ḥazraχ fala, és árkot ástak, mélyebbet, mint Ḥazraχ árka. De felemeltem kezemet Baʿal Šamēn felé, meghallgatott Baʿal Šamēn, és szólt hozzám Baʿal Šamēn látnokok és jósok által. Így szólt: Ne félj, hiszen én tettelek királlyá és megszabadítalak mindezektől a királyoktól, akik ostrom alá fogtak. És így szólt hozzám Baʿal Šamēn: Mindezeket a királyokat, akik ostrom alá vetettek téged, elpusztítom, és azt a falat, melyet Ḥazraχ ellen emeltek, lerontom. (...) Ḥazraχ (...) a szekeresek és a lovasság (...) én a király bent (...) Ḥazraχ és én hozzá (...) minden körben (...) és én őt, mint királyt (...) Minden ellenség között (...) Én építettem templomokat minden istennek (...) és én építettem (...) ház (...) Mielőtt ezt a sztélét megírtam saját kezemmel (...) És aki eltávolítja ezt az írást, amelyet Zakir király, Ḥamaθ és Laʿaš ura írt, vagy megzavarja ezt a helyet, vagy ledönti ezt a sztélét [az átok őt?] az Ég Ura (...) és a Nap és a Hold (...) és az istenek (...) föld (...)
– Hahn István fordítása